# Johann Beck (Schauspieler)
Johann Christoph „Hans“ Beck (1754 in Gotha – unbekannt) war ein deutscher Theaterschauspieler und Bühnenautor.

## Leben
Beck, der Bruder von Heinrich Beck, zählte in Weimar zu den beliebtesten Komikern. Sein „Dorfbarbier Schnaps“ in „Die beiden Billets“ von Christian Leberecht Heyne veranlasste Johann Wolfgang von Goethe, diese Figur in seinem „Bürgerjournal“ wieder erscheinen zu lassen.
Während seiner langjährigen Tätigkeit am Hoftheater zu Weimar ergötzte er nicht nur im niedrig-komischen Fach, sondern machte sich auch durch Bearbeitung von Bühnenstücken bemerkbar. Seine wichtigste Originalarbeit war die „Schachmaschine“, nach welcher sein Bruder Heinrich sein Lustspiel bearbeitete.
Seine Frau, Madame Beck genannt, nahm unter der Weimarer Künstlerschar eine hervorragende Stellung ein.